# Первушин, Алексей Николаевич
Алексей Николаевич Первушин (20 сентября 1905, Термез — 6 апреля 1975, Москва) — советский военный деятель, генерал-майор (1 января 1942).

## Начальная биография
Алексей Николаевич Первушин родился 20 сентября 1905 года в Термезе.
Учился в Ташкентском кадетском корпусе, в 1914 году переведён во 2-й Оренбургский кадетский корпус, а в 1917 году поступил в Термезскую местную гимназию.

## Военная служба

### Гражданская война
3 марта 1919 года призван в ряды РККА и направлен красноармейцем в Термезскую пограничную конную разведку, после чего принимал участие в боевых действиях против войск под командованием эмира Бухарского на территории Восточной Бухары, а также на афганской границе.
В апреле 1920 года направлен на учёбу на 15-е Алма-Атинские кавалерийские курсы, дислоцированные в Самарканде, после окончания которых в январе 1922 года назначен на должность командира взвода в составе 3-го Туркестанского кавалерийского полка (2-я отдельная кавалерийская бригада, Туркестанский фронт), после чего участвовал в боях против бандформирований под командованием Хал-Буты, Ибрагим-бека и Хаарам-бека на территории Самаркандской области и Восточной Бухары.

### Межвоенное время
В январе 1923 года Первушин назначен на должность командира взвода в составе 1-го Туркестанского полка (1-я отдельная кавалерийская бригада). В период с 1924 по сентябрь 1926 года учился на повторных кавалерийских курсах и Туркестанских курсах при Высшей военной школе востоковедения, после окончания которых вернулся в 1-й Туркестанский полк при Территориальном управлении Туркмении, где был назначен на должность начальника полковой школы, а в ноябре 1926 года — на должность начальника штаба полка. В период с 7 октября по 18 декабря 1927 года, находясь на должности помощника начальника разведывательной части штаба Северной группы, участвовал в боевых действиях против басмаческих бандформирований под руководством Джунаид-хана, после чего был назначен на должность помощника начальника штаба 1-го Туркестанского кавалерийского полка (Среднеазиатский военный округ), одновременно с этим 11 августа 1928 года окончил курсы по подготовке мобилизационных работников при штабе Приволжского военного округа. В мае 1929 года в составе этого же полка назначен на должность начальника полковой школы.
В декабре 1930 года А. Н. Первушин назначен на должность начальника и политрука полковой школы в составе 77-го кавалерийского полка (10-я Северо-Кавказская кавалерийская дивизия, Северокавказский военный округ), в декабре 1931 года — на должность помощника начальника штаба этого же полка, а в октябре 1932 года — на должность помощника начальника штаба 88-го Армавирского кавалерийского полка (12-я кавалерийская дивизия).
В ноябре 1933 года направлен на учёбу на кавалерийские курсы усовершенствования командного состава РККА, дислоцированные в Новочеркасске, которые окончил в апреле 1934 года и 7 июня назначен на должность начальника штаба 67-го Кавказского кавалерийского полка, а в марте 1936 года — на должность начальника штаба 121-го кавалерийского полка в составе 31-й кавалерийской дивизии (ОКДВА). С марта 1937 года Первушин служил в штабе этой же дивизии на должностях начальника 1-й части, начальника штаба дивизии, помощника начальника штаба дивизии.
В марте 1939 года назначен на должность командира 84-м кавалерийского полка (31-я кавалерийская дивизия, 1-я Отдельная Краснознамённая армия), а с августа того же года исполнял должность для особых поручений при командующем фронтовой группы Забайкальского военного округа, после чего принимал участие в боевых действиях на реке Халхин-Гол. Вскоре Первушин был переведён на должность для особых поручений при командующем 8-й армией (Северо-Западный фронт), после чего участвовал в ходе Советско-финской войны.
В июле 1940 года назначен на должность для особых поручений при командующем войсками Дальневосточного фронта, а в апреле 1941 года — на должность заместителя командира 156-й стрелковой дивизии (Одесский военный округ).

### Великая Отечественная война
2 июля 1941 года полковник Первушин назначен на должность командира 106-й стрелковой дивизии, которая принимала участие в оборонительных боевых действиях в Крыму у Перекопа и Джанкоя, в период с октября по ноябрь — в боях на Керченском полуострове, а затем — в Ростовской наступательной операции, в декабре одновременно исполнял должность начальника Ростовского гарнизона, находясь на которой, занимался организацией обороны города.
П. И. Батов писал «…генерал Первушин говорил мне, когда встретились уже после войны: Боже мой, как было тяжело, когда назначили с дивизии на должность командующего армией! Видимо, сделали это потому, что я все-таки знал Крым, да и людей тогда, вы помните, недоставало. Мне-то от понимания этого факта не было легче. Армия на плечах! Десант в перспективе… Вспоминаешь, и даже сейчас оторопь берет»
В декабре 1941 года назначен на должность командующего 44-й армией, которая принимала участие в боевых действиях в ходе Керченско-Феодосийской десантной операции, во время которой после форсирования Керченского пролива к 29 декабря освободила Феодосию. 16 января 1942 года генерал-майор Первушин был тяжело ранен, после чего лечился в госпитале.
После излечения в августе 1943 года назначен на должность заместителя командующего войсками Среднеазиатского военного округа, с 19 августа исполнял должность командующего войсками этого же округа, а 11 сентября затем вновь вернулся на должность заместителя командующего войсками округа, а в марте 1944 года назначен на должность заместителя командующего войсками Одесского военного округа, в период с 17 по 28 октября того же года временно командовал войсками этого же округа.

### Послевоенная карьера
В сентябре 1945 года назначен на должность заместителя командующего войсками Одесского военного округа по вузам, а 17 января 1947 года — на должность помощника командующего войсками этого же округа по вузам.
В мае 1949 года направлен на учёбу на Высшие академические курсы при Высшей военной академии имени К. Е. Ворошилова, после окончания которых в мае 1950 года назначен на должность помощника командующего войсками Приволжского военного округа по вузам.
С июня 1953 года генерал-майор Алексей Николаевич Первушин состоял в распоряжении Главного управления кадров МО СССР и в декабре того же года вышел в отставку по болезни. Умер 6 апреля 1975 года в Москве. Похоронен на Введенском кладбище (29 уч.).

## Воинские звания
- Майор (17 февраля 1936);
- Полковник;
- Генерал-майор (1 января 1942).

## Награды
- Орден Ленина (21.02.1945[3]);
- Четыре ордена Красного Знамени (17.11.1939, 19.05.1940, 3.11.1944, 20.06.1949[3]);
- Орден Кутузова 2-й степени (21.02.1945[3]);
- Медали.

## Сочинения
- Первушин А. Н. Дороги, которые мы не выбирали. — М.: Изд-во ДОСААФ, 1971. — 219 с.